# Мартиросян, Балабек Григорьевич
Балабе́к Григо́рьевич Мартирося́н (арм. Բալաբեկ Գրիգորի Մարտիրոսյան, 20 мая 1905, село Тоханшалу, Эриванская губерния, Российская империя — 6 апреля 1972, Ереван, Армянская ССР) — советский партийный и государственный деятель, министр иностранных дел Армянской ССР (1958—1972).

## Биография
В 1925—1929 годах учился в Ереванской партийной школе. В 1936 году окончил Институт марксизма-ленинизма в Баку.
Член ВКП(б) с 1927 года.
В 1929—1931 годах работал в горкомах партии Ново-Баязета (Камо) и Джамарлу (Арташат).
С 1936 года — в отделе пропаганды и агитации Ереванского городского комитета ВКП(б).
- В мае-сентябре 1937 года — второй секретарь Ереванского городского комитета ВКП(б)э
- В 1937—1938 годах — заведующий отделом агитации и пропаганды Коммунистической партии Арменииэ
- В 1938—1942 годах — нарком просвещения Армянской ССРэ
- В 1942—1953 годах — директор Армянского института сельского хозяйства и одновременно заведующий кафедрой марксизма-ленинизма (1942—1949)э
- В 1953—1959 годах — заместитель председателя Совета Министров Армянской ССРэ
- В 1959—1961 годах — председатель Государственного комитета по высшему и среднему профессиональному образованию при Совете Министров Армянской ССР.

С 1958 года до конца жизни — министр иностранных дел Армянской ССР. В составе советской делегации участвовал в сессиях Генеральной Ассамблеи ООН (1958, 1959, 1971). 
Депутат Верховного Совета СССР 1-го созыва и Армянской ССР 2-7-го созывов.

## Награды и звания
Награждён двумя орденами Трудового Красного Знамени, орденом Отечественной войны II степени, орденом «Знак Почёта».